# Projet génome Estonie
Le projet génome Estonie est un projet de génomique visant à améliorer la santé publique en Estonie. Le projet fait usage d'une base de données biologiques et d'une biobanque créée en 2000. Les chercheurs impliqués ont ainsi à leur disposition les dossiers médicaux et des échantillons biologiques obtenus à partir d'un pourcentage élevé de la population estonienne. Le Centre génome Estonie est situé à l'université de Tartu. 

## Historique
En Juin 2000, la Fondation génome Estonie a présenté le projet génome Estonie au gouvernement estonien en faisant pression pour des changements législatifs et l'obtention du soutien gouvernemental pour rendre le projet possible. Le projet a également été présenté comme un investissement culturel en vue de renforcer l'identité nationale tout en contribuant à la recherche mondiale. De nombreuses équipes de chercheurs, à cette époque, mettaient en place des projets similaires, les organisateurs du projet génome Estonie ambitionnaient toutefois de faire de leur projet le plus grand du monde pour ce type de recherche menée à une échelle nationale. 
Au départ, le but du projet était de recueillir, sur une période de dix ans, des données biologiques sur la santé de 70 % de la population de l'Estonie qui compte près de 1,4 million de personnes. En 2004, alors que des données de 10 000 personnes avaient été recueillies jusqu'ici, les dirigeants du projet durent procéder à une réorganisation de leur structure financière à la suite de la décision de EGeen, le bras financier de la Fondation génome Estonie, de mettre fin à leur partenariat. Dix ans plus tard, on dut revoir à la baisse les objectifs du projet. On fixa de couvrir non plus 70 % mais plutôt 5 % de la population du pays alors qu'en février 2014, on avait recueilli les données issues d'un questionnaire et d'examens médicaux de 52 000 adultes qui avaient accepté de fournir un échantillon pour l'analyse génétique,. 